# Заслужений працівник транспорту Республіки Білорусь
«Заслужений працівник транспорту Республіки Білорусь» — почесне звання.

## Порядок присвоєння
Присвоєння почесних звань Республіки Білорусь здійснює Президент Республіки Білорусь. Рішення щодо присвоєння
державних нагород оформляються указами Президента Республіки Білорусь. Державні нагороди, в тому числі
почесні звання, вручає Президент Республіки Білорусь або інші службовці за його вказівкою. Присвоєння почесних
звань РБ відбувається в урочистій атмосфері. Державна нагорода РБ вручається нагородженому особисто. У випадку
присвоєння почесного звання РБ з вручення державної нагороди видається посвідчення.
Особам, удостоєнних почесних звань РБ, вручають нагрудний знак.
Почесне звання «Заслужений працівник транспорту Республіки Білорусь» присвоюється високопрофесіним працівникам
залізничного, повітряного, водного, автомобільного, трубопровідного та інших видів транспорту, які працюють у
сфері транспорту п'ятнадцять і більше років, за заслуги у підвищенні ефективності виробництва і поліпшенні
використання транспортних засобів, зниженні собівартості перевезення, підвищенні якості транспортних послуг, економії матеріальних та паливних ресурсів, забезпеченні безпеки руху, охорони навколишнього середовища.